# Larnatja
Larnage és un municipi francès situat al departament de la Droma i a la regió d'Alvèrnia-Roine-Alps. L'any 2007 tenia 982 habitants.

## Demografia

### Població
El 2007 la població de fet de Larnage era de 982 persones. Hi havia 339 famílies de les quals 63 eren unipersonals (25 homes vivint sols i 38 dones vivint soles), 84 parelles sense fills, 163 parelles amb fills i 29 famílies monoparentals amb fills.
La població ha evolucionat segons el següent gràfic:
Habitants censats

### Habitatges
El 2007 hi havia 383 habitatges, 348 eren l'habitatge principal de la família, 20 eren segones residències i 15 estaven desocupats. 367 eren cases i 14 eren apartaments. Dels 348 habitatges principals, 296 estaven ocupats pels seus propietaris, 43 estaven llogats i ocupats pels llogaters i 9 estaven cedits a títol gratuït; 11 tenien dues cambres, 34 en tenien tres, 79 en tenien quatre i 223 en tenien cinc o més. 285 habitatges disposaven pel capbaix d'una plaça de pàrquing. A 107 habitatges hi havia un automòbil i a 219 n'hi havia dos o més.

### Piràmide de població
La piràmide de població per edats i sexe el 2009 era:
| Homes | Edats   | Dones |
| ----- | ------- | ----- |
| 0     | 95 o +  | 0     |
| 0     | 90 a 94 | 0     |
| 0     | 85 a 89 | 4     |
| 8     | 80 a 84 | 12    |
| 16    | 75 a 79 | 28    |
| 20    | 70 a 74 | 20    |
| 20    | 65 a 69 | 8     |
| 8     | 60 a 64 | 24    |
| 20    | 55 a 59 | 16    |
| 20    | 50 a 54 | 16    |
| 24    | 45 a 49 | 24    |
| 36    | 40 a 44 | 36    |
| 28    | 35 a 39 | 8     |
| 32    | 30 a 34 | 52    |
| 24    | 25 a 29 | 24    |
| 20    | 20 a 24 | 8     |
| 32    | 15 a 19 | 20    |
| 24    | 10 a 14 | 12    |
| 24    | 5 a 9   | 32    |
| 24    | 0 a 4   | 16    |

## Economia
El 2007 la població en edat de treballar era de 603 persones, 474 eren actives i 129 eren inactives. De les 474 persones actives 451 estaven ocupades (253 homes i 198 dones) i 23 estaven aturades (13 homes i 10 dones). De les 129 persones inactives 44 estaven jubilades, 46 estaven estudiant i 39 estaven classificades com a «altres inactius».

### Ingressos
El 2009 a Larnage hi havia 356 unitats fiscals que integraven 1.029 persones, la mediana anual d'ingressos fiscals per persona era de 19.829 €.

### Activitats econòmiques
Dels 25 establiments que hi havia el 2007, 1 era d'una empresa extractiva, 1 d'una empresa alimentària, 8 d'empreses de construcció, 5 d'empreses de comerç i reparació d'automòbils, 1 d'una empresa de transport, 1 d'una empresa d'hostatgeria i restauració, 2 d'empreses immobiliàries, 4 d'empreses de serveis i 2 d'entitats de l'administració pública.
Dels 10 establiments de servei als particulars que hi havia el 2009, 3 eren paletes, 1 guixaire pintor, 2 fusteries, 1 lampisteria, 1 electricista, 1 restaurant i 1 agència immobiliària.
Dels 2 establiments comercials que hi havia el 2009, 1 era una botiga de menys de 120 m² i 1 una fleca.
L'any 2000 a Larnage hi havia 54 explotacions agrícoles que ocupaven un total de 620 hectàrees.

## Equipaments sanitaris i escolars
El 2009 hi havia una escola elemental integrada dins d'un grup escolar amb les comunes properes formant una escola dispersa.

## Poblacions més properes
El següent diagrama mostra les poblacions més properes.